# Cały ten zgiełk
Cały ten zgiełk (ang. All That Jazz) – amerykański musical filmowy z 1979 roku w reżyserii Boba Fosse.

## Fabuła
Joe Gideon jest wziętym choreografem i uznanym reżyserem filmowym. Na Broadwayu przygotowuje kolejny spektakl muzyczny, a jednocześnie kończy pracę nad najnowszym filmem o kontrowersyjnym komiku. Joe jest rozwiedziony, nadużywa alkoholu, nie utrzymuje kontaktu z rodziną (poza córką Michelle). Intensywne życie i romanse powodują osłabnięcie Joego. Aby zachować pozory dobrej dyspozycji, Joe codziennie rano zażywa środki pobudzające, co doprowadza do pogorszenia się jego stanu psychicznego i w końcu ataku serca... Film oparty na życiu Boba Fosse’a.

## Główne role
- Roy Scheider jako Joe Gideon
- Jessica Lange jako Angelique
- Leland Palmer jako Audrey Paris
- Ann Reinking jako Kate Jagger
- Cliff Gorman jako Davis Newman
- Ben Vereen jako O’Connor Flood
- Erzsebet Foldi jako Michelle Gideon
- Michael Tolan jako dr Ballinger
- Max Wright jako Joshua Penn
- William LeMassena jako Jonesy Hecht
- Irene Kane jako Leslie Perry
- Deborah Geffner jako Victoria Porter
- inni

## Nagrody i nominacje
Oscary za rok 1979
- Najlepsza scenografia i dekoracje wnętrz – Philip Rosenberg, Tony Walton, Edward Stewart, Gary J. Brink
- Najlepsze kostiumy – Albert Wolsky
- Najlepsza muzyka z piosenkami i/lub najtrafniejsza adaptacja – Ralph Burns
- Najlepszy montaż – Alan Heim
- Najlepszy film – Robert Alan Aurthur (nominacja)
- Najlepsza reżyseria – Bob Fosse (nominacja)
- Najlepszy scenariusz oryginalny – Robert Alan Aurthur, Bob Fosse (nominacja)
- Najlepsze zdjęcia – Giuseppe Rotunno (nominacja)
- Najlepszy aktor – Roy Scheider (nominacja)

Złote Globy 1979
- Najlepszy aktor w komedii/musicalu – Roy Scheider (nominacja)

Nagrody BAFTA 1980
- Najlepsze zdjęcia – Giuseppe Rotunno
- Najlepszy montaż – Alan Heim
- Najlepsza scenografia i dekoracje wnętrz – Philip Rosenberg (nominacja)
- Najlepsze kostiumy – Albert Wolsky (nominacja)
- Najlepszy dźwięk – Maurice Schell, Christopher Newman, Dick Vorisek (nominacja)
- Najlepszy aktor – Roy Scheider (nominacja)